# また逢う日まで (1950年の映画)
『また逢う日まで』（またあうひまで）は、1950年（昭和25年）3月21日公開の日本映画である。東宝製作・配給。監督は今井正。モノクロ、スタンダード、111分。
東宝争議終結後の自主製作再開第2回目の作品。主演の岡田英次が映画化を勧めたロマン・ロランの反戦小説『ピエールとリュース』を水木洋子と八住利雄が翻案・脚色し、フリーになった今井が監督した恋愛映画。戦争によって引き裂かれた恋人の姿を描き、戦争の残酷さを訴えている。主演の岡田と久我美子によるガラス越しのキスシーンが有名である。第24回キネマ旬報ベスト・テン第1位。

## ストーリー
昭和18年、空襲下の東京。2人の若い男女が出会った。田島三郎は空襲警報が鳴り響く地下鉄ホームで美術学校の生徒・小野螢子と出会う。軍国主義に何の疑問も持たない法務官の父と陸軍中尉である兄に嫌気をさしていた三郎は、母と2人暮らしながらも明るく希望を抱いて生きる螢子に惹かれ、2人の純真な恋は日ごとに高まる。やがて戦況は悪化の一途をたどり、ついに三郎に召集令状が届き、2人に別れの日が訪れる。しかし、さらなる残酷な運命が2人を待っていた。

## スタッフ
- 監督：今井正
- 製作：坂上静翁
- 脚本：水木洋子、八住利雄
- 撮影：中尾駿一郎
- 音楽：大木正夫
- 美術：河東安英
- 照明：平田光治
- 録音：下永尚
- 編集：長沢嘉樹、加藤八重子
- 特殊技術：渡辺明
- 合成技術：向山宏

## キャスト
- 田島三郎：岡田英次
- 小野螢子：久我美子
- 田島英作：滝沢修
- 田島二郎：河野秋武
- 田島正子：風見章子
- 小野すが：杉村春子
- 学生：林孝一
- 学生：大泉滉
- 近所の奥さん：南美江
- 学生：芥川比呂志
- 学生：近藤宏
- 田中栄三
- 大町文夫
- 河崎竪男
- 高野二郎
- 石島房太郎
- 榊田敬二
- 望月伸光
- 軍医：勝本圭一郎
- 千葉一郎
- 渋谷英雄
- 今泉廉
- すがの友人：戸田春子
- 一萬慈多鶴恵
- 江幡秀子
- ピアノを弾く学生：芥川也寸志（ノンクレジット）

## 評価

### 受賞
- 第24回キネマ旬報ベスト・テン 第1位
- 第5回毎日映画コンクール 日本映画大賞
- 第1回ブルーリボン賞 作品賞、監督賞
- 第4回日本映画技術賞（中尾駿一郎、平田光治）[1]

### ランキング
- 1979年：「日本映画史上ベスト・テン」（キネマ旬報発表）第11位
- 1989年：「日本映画史上ベスト・テン」（キネマ旬報発表）第13位
- 1989年：「大アンケートによる日本映画ベスト150」（文藝春秋発表）第11位
- 1995年：「日本映画 オールタイム・ベストテン」（キネマ旬報発表）第27位
- 1999年：「オールタイム・ベスト100・日本映画編」（キネマ旬報発表）第30位[2]
- 2009年：「オールタイム・ベスト映画遺産200 日本映画篇」（キネマ旬報発表）第36位[3]

## テレビドラマ
1963年（昭和38年）9月28日、NETの『日本映画名作ドラマ』で本作を原作とするテレビドラマが放送された。
キャスト
- 川津祐介
- 稲垣美穂子
- 柳永二郎
- 渡辺文雄
- 堀越節子
- 高田敏江

スタッフ
- 作：水木洋子
- 演出：後藤武彦

| NET 日本映画名作ドラマ | NET 日本映画名作ドラマ            | NET 日本映画名作ドラマ |
| 前番組                 | 番組名                            | 次番組                 |
| ---------------------- | --------------------------------- | ---------------------- |
| 暢気眼鏡               | また逢う日まで （テレビドラマ版） | 二人だけの海           |